# Сінданган
Сінданґан, офіційна назва – муніципалітет Синданган (себуано: Lungsod sa Sindangan; субанен: Benwa Sindangan; чавакано: Municipalidad de Sindangan; тагальська: Bayan ng Sindangan), є муніципалітетом 1-го класу в провінції Замбоанга-дель-Норте, Філіппіни. Згідно з переписом 2020 року, у ньому проживає 103 952 особи. 
Завдяки зростанню інтересів інвесторів, покращенню інфраструктури та швидкому зростанню населення за останнє десятиліття, Сінданган є муніципалітетом, який найшвидше розвивається в провінції Замбоанга-дель-Норте. Це також другий за чисельністю населення населений пункт після столиці провінції, Діполог, і є найбільшим і найбільш густонаселеним муніципалітетом у всьому регіоні півострова Замбоанга, за яким йдуть муніципалітети Іпіл у Замбоанга Сібугай та Молаве в Замбоанга дель Південна.
У зв’язку з його швидким демографічним та економічним зростанням, найближчими роками вживаються заходи для перетворення статусу Сіндангана з муніципалітету на місто. Після схвалення та ратифікації Синданган стане третім містом у Замбоанга-дель-Норте після міст Діполог і Дапітан.

## Географія
Синданган лежить на північно-західному коридорі Замбоанга-дель-Норте. Його різноманітна географія варіюється від моря Сулу на заході та південному заході, муніципалітету Леон Постіго на півдні, муніципалітету Сіаян на сході, муніципалітету Байог, Замбоанга-дель-Сур на південному сході та муніципалітету Хосе Далман на південному сході. північ. Муніципалітет Синданган охоплює 45 100 гектарів землі, починаючи від рівнинних, злегка хвилястих, горбистих до гірських місцевостей. З його 52 барангаїв 22 розташовані вздовж морського узбережжя, щедро благословенні морськими ресурсами, завдяки чому Синданган отримав титул «рибальської столиці Замбоанга-дель-Норте».
Це приблизно 86 кілометрів від Діполога та 234 кілометри від міста Замбоанга. Таким чином, муніципалітет визначено як торговельний центр провінції, враховуючи, що це головний кінцевий пункт для сполучення з Діпологом до Іпіла та далі на південь до міста Замбоанга.

## Населення
Синданган є першим (і наразі єдиним) муніципалітетом на півострові Замбоанга, чисельність населення якого досягла 100 000 осіб. Станом на перепис 2020 року населення міста становило 103 952 людини, що робить його другою за величиною одиницею місцевого самоврядування в провінції Замбоанга-дель-Норте після столиці провінції міста Діполог. Незважаючи на те, що це муніципалітет, він на 20 000 осіб перевищує населення міста Дапітан і вдвічі або втричі перевищує населення кожного муніципалітету в провінції, що робить Синданган найбільш густонаселеним муніципалітетом у Замбоанга-дель-Норте. Це також найбільш густонаселений муніципалітет регіону IX.
Синданган населений трьома народами – субаненами, мусульманами та християнськими мігрантами, які прибули з острова Лусон і Вісайських островів.
За даними системи моніторингу на основі громади, субаненів становить 24 640 осіб, або 27,5 відсотка від загальної чисельності населення, причому більша їх кількість проживає у внутрішніх районах. Мусульмани – торговці Маранао і Таусуг живуть і ведуть свою торгівлю в Поблакійоні та прилеглих до нього барангаях.
Станом на 2023 рік Синданган має 72 613 зареєстрованих виборців.

## Релігія
Римо-католицизм сильно домінує в Синдангані, про що свідчать їхні релігійні свята та святкування. Відомим серед цих католицьких вірувань є єпархіальний храм Божественного милосердя в Барангаї Сіарі, куди збираються тисячі паломників з усього регіону, щоб помолитися та відвідати храм. Інші християнські деномінації також присутні в Синдангані, а також іслам.

## Уряд
Структура місцевого самоврядування Сіндангана складається з одного мера, одного віце-мера та восьми радників, які називаються членами Сангуніанг Баяна, і всі вони обираються всенародним голосуванням. Два члени за посадою додаються до Баяну Сангуньянг, причому один, який представляє 52 капітани Барангаїв Сіндангана, є президентом Асоціації рад Барангаїв (ABC), а один, що представляє 52 президенти Молодіжних рад Барангаїв Сіндангану, є президентом Федерації Сангунніанг Кабатаан (Скавчанина). Кожна посадова особа, за винятком президентів ABC і SK, обирається публічно на 3-річний термін і може бути переобрана максимум на 3 терміни поспіль.

## Освіта
Навчальні заклади широко поширені в Сіндангані.
У місті є два коледжі, обидва релігійні, Коледж Св. Йосипа Сіндангана (SJCSI) і Філіппінський адвент-коледж (PAC). Обидва пропонують курси з освіти, гуманітарних наук та комп’ютерних наук. PAC постійно випускає медсестер, які проходять дошку.
У місті п'ятдесят сім (57) початкових шкіл, десять (10) середніх шкіл. П'ять розташовані в околицях і чотири (4) в міських барангаях.
Навчальний центр TESDA в Barangay Goleo пропонує технічні курси та навчання для кваліфікованих студентів.
У 2021 році в Синдангані офіційно відкрито кампус розширення Державного університету Мінданао.

## Галерея

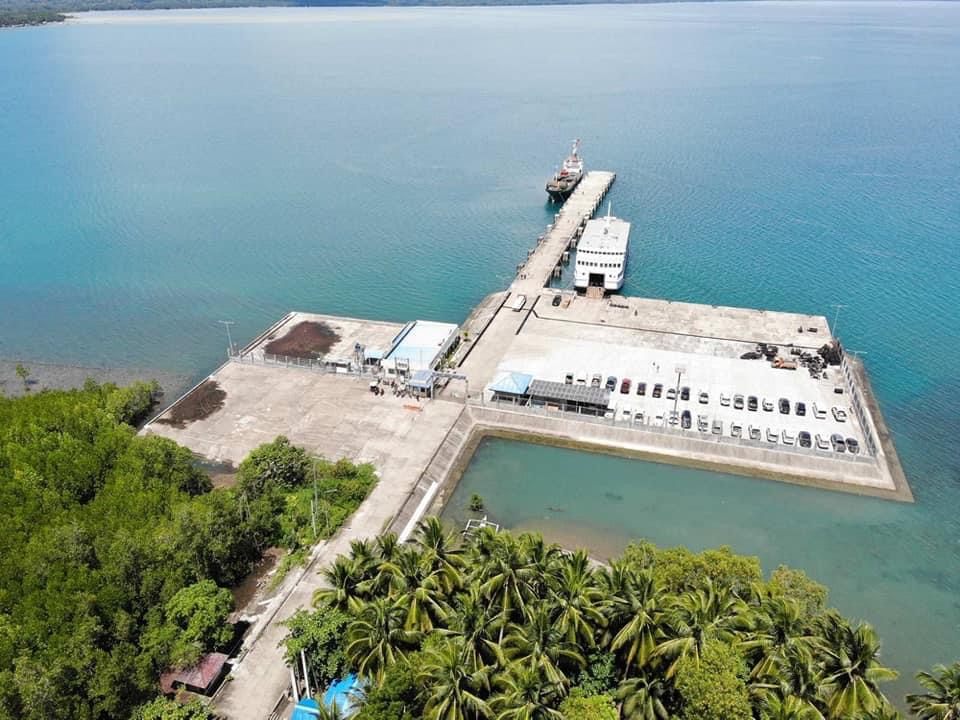
Порт

1. ↑  https://psa.gov.ph/classification/psgc/barangays/0907218000